# Weranda (miesięcznik)
Weranda – miesięcznik wnętrzarski.
W każdym numerze znajdują się sesje prezentujące rezydencje, domy, apartamenty i ogrody. Czasopismo zajmuje się również sztuką i rynkiem kolekcjonerskim.
Miesięcznik wydawany jest przez Wydawnictwo Te-Jot.